# Alberto Casanova
Alberto Casanova Navarrete (Guadalajara, Jalisco; 24 de febrero de 1976) es un actor mexicano.

## Carrera
Se capacitó como actor en el Centro de Formación Actoral (CEFAT) de TV Azteca, donde debutó en la telenovela Como en el cine, en 2001 con el papel de Raúl.
De 2002 a 2004 participó en la telenovelas Un nuevo amor, Soñarás, Belinda y Machos.
En 2006 obtiene su primer protagónico en Amor sin condiciones interpretando a Carlos Raúl junto a Mariana Ochoa.
En 2007 participa en Bellezas indomables, interpretando a Juan —uno de los roles protagónicos— y participó en varios episodios de la serie de televisión de terror Lo que la gente cuenta.
Entre 2008 y 2010 actuó como antagonista de las telenovelas Contrato de amor y Quiéreme tonto.
En 2011 participa en la telenovela A corazón abierto, dando vida a Julián. Ese mismo año formó parte de la producción Cielo rojo, con el papel de Ricardo.
En 2013 estelarizo la telenovela Secretos de familia con el rol de Daniel y al año siguiente en la telenovela Las Bravo.
En 2016 participó como presentador de la serie de antología, Un día cualquiera,y a finales de la década de los 2010, Casanova se une a Telemundo, donde ha participado en algunas producciones como La doña, Señora Acero y en la telenovela Buscando a Frida en 2021.

## Filmografía

### Telenovelas
- Juego de mentiras (2023)... Elvis Barros[7]
- Corona de lágrimas (2022-2023)... Juan Carlos[8]
- Buscando a Frida (2021)... Antonio Carmona[9]
- La doña (2020)... Mauricio Preciado
- Señora Acero (2017-2018)... Jorge Araujo
- El Chema (2016-2017)... Israel Centeno
- Las Bravo (2014-2015)... Manuel Campilla
- Secretos de familia (2013)... Daniel Ventura
- Cielo rojo (2011-2012)... Ricardo Molina
- A corazón abierto (2011)... Julián Becerra
- Quiéreme tonto (2009)... David Dorelli
- Contrato de amor (2008)... Isaías
- Bellezas indomables (2007-2008)... Juan
- Amor sin condiciones (2006)... Carlos Rául Fonseca
- Machos (2005)... Antonio Mercader[10]
- Top models (2005)... Julio _ Adrián
- Belinda (2004)... Ernesto Marín
- Un nuevo amor (2003)... Raúl Ortiz
- Subete a mi moto (2002-2003)... Teodoro
- Como en el cine (2001-2002)... Raúl Benavides

### Series de televisión
- Un día para vivir (2024) - Gonzalo[11]
- Se llamaba Pedro Infante (2023)... Alberto[12]
- Gloria Trevi: ellas soy yo (2023)... Manuel[13]
- Rutas de la vida (2022)... Patricio[14]
- Silvia Pinal, frente a ti (2019)... Rafael Banquells[15]
- Un día cualquiera (2016)... Él mismo de presentador[16]
- Lo que callamos las mujeres (2010-2024)[17]
- Lo que la gente cuenta (2006-2007)... Varios personajes

### Cine
- Arroz y tartana (2003)... Roberto del Campo